# Yvonne Nauta
Yvonne Nauta (ur. 21 lutego 1991 w Uitwellingerga) — holenderska łyżwiarka szybka, brązowa medalistka mistrzostw świata.

## Kariera
Pierwsze sukcesy w karierze Yvonne Nauta osiągnęła w 2009 roku, kiedy podczas mistrzostw świata juniorów w Zakopanem zdobyła cztery medale. W biegu drużynowym i na 3000 m zajmowała pierwsze miejsce, a w wieloboju i na dystansie 1500 m była druga. Na rozgrywanych rok później mistrzostwach świata juniorów w Moskwie zwyciężyła w biegu drużynowym, a na 3000 m była druga. Pierwszy medal w kategorii seniorek zdobyła w 2014 roku, zajmując drugie miejsce na wielobojowych mistrzostwach Europy w Hamar, przegrywając tylko ze swą rodaczką, Ireen Wüst. Miesiąc później wywalczyła brązowy medal na wielobojowych mistrzostwach świata w Heerenveen. W zawodach tych wyprzedziły ją Ireen Wüst oraz Rosjanka Olga Graf. W 2014 roku wzięła również udział w Zimowych Igrzyskach Olimpijskich w Soczi, zajmując szóste miejsce na dystansie 5000 m. Kilkakrotnie stawała na podium zawodów Pucharu Świata, ale nie odniosła zwycięstwa. Najlepsze wyniki osiągnęła w sezonie 2013/2014, kiedy zajęła trzecie miejsce w klasyfikacji końcowej 3000/5000 m.

## Rekordy życiowe
| Dystans | Czas    | Data                 | Miejsce    |
| ------- | ------- | -------------------- | ---------- |
| 500 m   | 40,58   | 27 grudnia 2014      | Heerenveen |
| 1000 m  | 1:18,96 | 25 października 2014 | Heerenveen |
| 1500 m  | 1:57,23 | 29 grudnia 2013      | Heerenveen |
| 3000 m  | 4:02,56 | 9 lutego 2017        | Gangneung  |
| 5000 m  | 6:57,59 | 23 marca 2014        | Heerenveen |
| Źródło: |         |                      |            |